# Lipník (Eslováquia)
Lipník (em húngaro: Hársas) é um município da Eslováquia, situado no distrito de Prievidza, na região de Trenčín. Tem 5,49 km² de área e sua população em 2018 foi estimada em 543 habitantes.

## Demografia
| Ano:        | 1994 | 2004   | 2014   | 2024    |
| ----------- | ---- | ------ | ------ | ------- |
| Broj ljudi: | 486  | 477    | 511    | 595     |
| Razlika:    |      | -1,85% | +7,12% | +16,43% |

| Ano:               | 2023 | 2024   |
| ------------------ | ---- | ------ |
| Número de pessoas: | 597  | 595    |
| Diferença:         |      | -0,33% |